# Де ла Рика, Кико
Кико де ла Рика (исп. Kiko de la Rica; род. 6 апреля 1965, Бильбао) — испанский кинооператор.

## Биография
Родился  в городе Бильбао в стране Басков, автономной области на севере Испании. После обучения фотографии, в конце 80-х начал снимать короткометражные фильмы, телефильмы и рекламные ролики. В большом кино дебютировал в 1994 году, сняв фильм режиссёра Даниэля Кальпальсоро  «Прыжок в пустоту».
Фильм «Люсия и секс» стал первым испанским фильмом, снятым цифровой камерой в формате высокой четкости HD.

## Избранная фильмография
- 1994 — Прыжок в пустоту (Salto al vacío) — режиссёр Даниэль Кальпасоро
- 2000 — Коммуналка (La comunidad) — режиссёр Алекс де ла Иглесиа
- 2000 — Саботаж! (Sabotage!) — режиссёры Эстебан Ибарекст и Хосе Мигель Ибарекст
- 2000 — Конец дороги (Carretera y manta) — режиссёр Альфонсо Арадия
- 2001 — Люсия и секс (Lucía y el sexo) — режиссёр Хулио Медем
- 2003 — Дни футбола (Días de fútbol) — режиссёр Давид Серрано де ла Пенья
- 2003 — Торремолинос 73 (Torremolinos 73) — режиссёр Пабло Бергер
- 2003 — Самое лучшее, что может случиться с круассаном (Lo mejor que le puede pasar a un cruasán) — режиссёр Пако Мир
- 2004 — Торапия (Torapia) — режиссёр Карра Элехальде
- 2007 — Дни кино (Días de cine) — режиссёр Давид Серрано де ла Пенья
- 2007 — Матахарис (Mataharis) — режиссёр Исиар Больяин
- 2008 — Убийства в Оксфорде (Los crímenes de Oxford) — режиссёр Алекс де ла Иглесиа
- 2008 — Возвращение в Ансалу (Retorno a Hansala) — режиссёр Чус Гутиерас
- 2010 — Печальная баллада для трубы (Balada triste de trompeta) — режиссёр Алекс де ла Иглесиа
- 2011 — Последняя искра жизни (La chispa de la vida) — режиссёр Алекс де ла Иглесиа
- 2012 — Белоснежка (Blanvanieves) — режиссёр Пабло Бергер
- 2013 — Ведьмы из Сугаррамурди (Las brujas de Zugarramurdi) — режиссёр Алекс де ла Иглесиа
- 2013 — Неожиданная жизнь (La vida inesperada) — режиссёр Хорхе Торрегросса
- 2014 — Месси (Messi)  — режиссёр Алекс де ла Иглесиа (документальный)

## Награды и номинации
- 2001 Награда Фестиваля кинокомедий в Пеньисколе за фильм «Коммуналка»
- 2003 Награда Фестиваля испанского кино в Тулузе за фильм «Торремолинос 73»
- 2009 Награда Фестиваля испанского кино в Тулузе за фильм «Возвращение в Ансалу»[3]
- 2013 Премия «Гойя» за лучшую операторскую работу за фильм «Белоснежка»[4][5]. Также номинировался на эту награду в 2001 году («Коммуналка»), 2002 («Люсия и секс»), 2011 («Печальная баллада для трубы»), 2014 («Ведьмы из Сугаррамурди»).
- 2013 Награда Союза киносценаристов (Círculo de Escritores Cinematográficos, Cinema Writers Circle) за фильм «Белоснежка»
- 2015 Награда Рикардо Франко на кинофестивале в Малаге